# Philippe de Montauban
Philippe de Montauban, vicomte du Bois de la Roche, baron de Gonneville, seigneur de Sens, né vers 1445 à Néant-sur-Yvel, mort le 1er juillet 1514 à Vannes, inhumé en l'église Saint-Armel de Ploërmel, fut chancelier du duché de Bretagne à partir du 23 septembre 1487.

## Origine
Philippe de Montauban est issu d'une lignée cadette de la Maison de Montauban les seigneurs de Montauban de Bretagne. Il est le fils de Guillaume IV de Montauban (mort en 1486), chevalier banneret, seigneur du Bois-de-la-Roche, du Binio (Augan), du Couédor (Guer), baron de Gonneville, de Quinéville de Sens-de-Bretagne et de sa première épouse Jeanne de Keradreux.

## Biographie
Il fut promu à cette fonction par le duc François II. Auparavant, il était chambellan du duc et son lieutenant-général pour la ville et comté de Rennes, capitaine de quarante hommes d'armes. Après la mort du duc (9 septembre 1488), il entra en conflit avec le maréchal de Rieux, tuteur désigné de la jeune duchesse Anne, et son allié Alain d'Albret ; le maréchal le destitua et le remplaça par Gilles de la Rivière, mais allié notamment au prince d'Orange et au comte de Dunois, il se maintint auprès de la jeune héritière. Il figure comme chancelier de la duchesse dans le traité de Redon conclu entre celle-ci et le roi Henri VII d'Angleterre (10 février 1489).
Après la mise sous tutelle de la Bretagne par l'armée du roi Charles VIII (1491), le chancelier de Montauban entra en conflit avec les administrateurs envoyés de Paris : une commission de six magistrats de la Chambre des Comptes (dirigée par Olivier Leroux, maître des comptes depuis le temps de Louis XI) le rencontra à Vannes le 30 avril 1492 et lui demanda les clefs et les registres des comptes, mais il refusa, provoquant leur vif mécontentement. Dans leur rapport (7 mai), les magistrats suggérèrent d'enlever les archives des comptes de Vannes et de Rennes, où elles n'étaient pas en sûreté, et de les regrouper dans le château de Nantes ; surtout, ils se livrèrent à une mercuriale contre le chancelier, lui reprochant d'avoir réuni les États de Bretagne et suscité en leur sein une opposition aux représentants du roi.

Le 9 décembre 1493, le roi supprima le titre de chancelier de Bretagne, et Philippe de Montauban resta simplement « gouverneur et garde du scel de Bretagne et chef de nostre conseil ». Cette mesure fut prise contre l'avis de la duchesse-reine Anne qui, aussitôt après la mort de Charles VIII (7 avril 1498), rétablit Montauban dans son titre (20 avril). Il resta ensuite en fonction jusqu'à sa mort, qui intervint le 1er juillet 1514, quelques mois après celle de la duchesse (9 janvier 1514). 

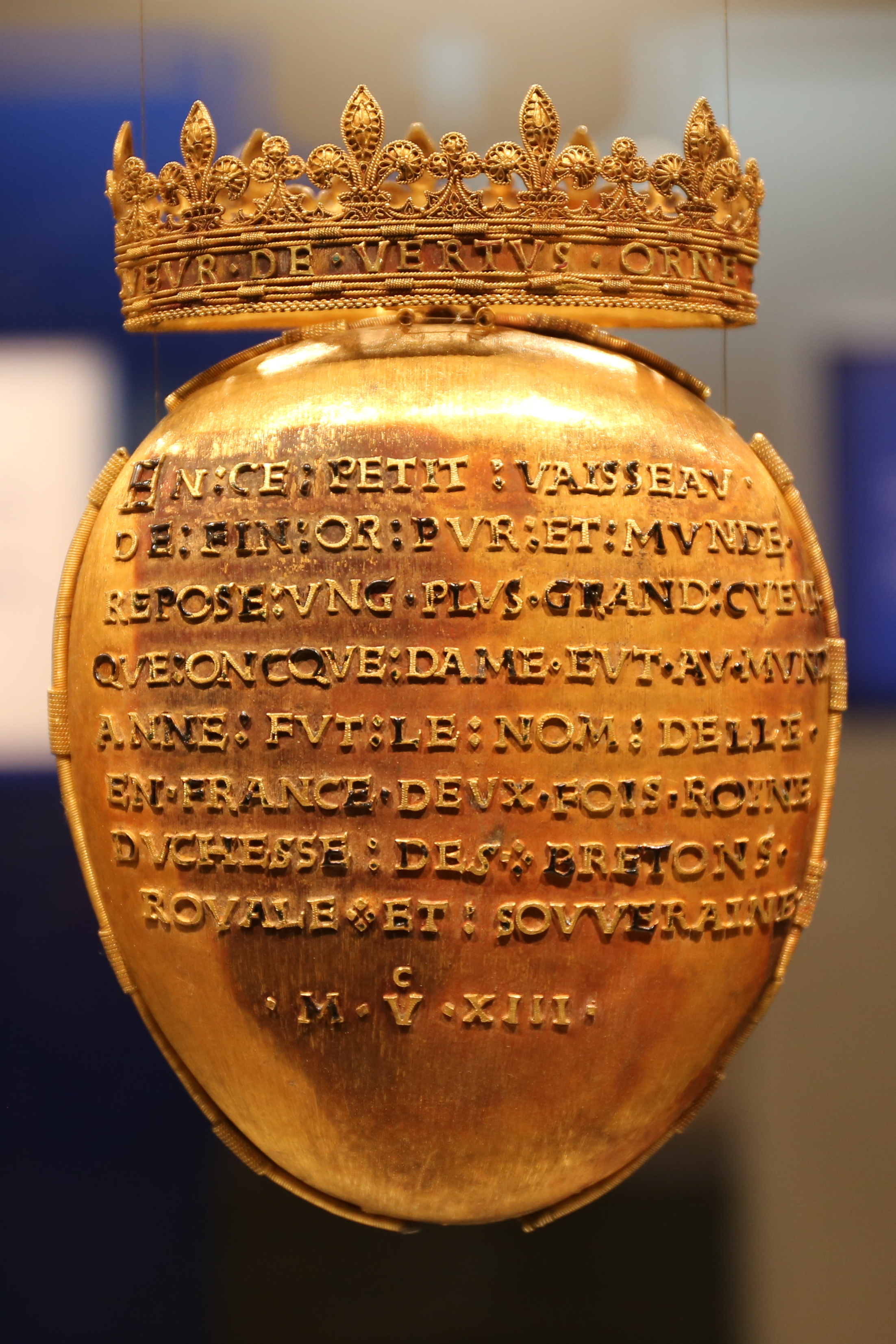
L'écrin du cœur d'Anne de Bretagne dont Philippe de Montauban est chargé.

Comme reine de France, Anne de Bretagne fut inhumée dans la Basilique de Saint-Denis, mais son cœur, enfermé dans un écrin, fut placé dans le tombeau de ses parents François II et Marguerite de Foix, qu'elle avait fait ériger dans l'église des Carmes de Nantes. Philippe de Montauban est chargé du transfèrement du cœur et de son installation, qui a lieu le 19 mars 1514,.
Après la mort de Philippe de Montauban, le titre de chancelier de Bretagne fut attribué par François Ier à Antoine Duprat, qui portait en même temps celui de chancelier de France.

## Unions et postérité
Il fut marié deux fois : 
En 1466 à Marguerite Le Borgne († 1482), veuve de Roland de Lescoët, fille de Robert Le Borgne et de Tiphaine de Kerenrais dont
- Marguerite dame de Bois de la Roche épouse de Jacques de Beaumanoir vicomte de Plédran.

Puis en  1500 à Anne de Chastellier, dame des Estres (inhumée à ses côtés à Ploërmel) veuve de Gilles de Rieux seigneur de Châteauneuf et fille de Vincent du Chastellier vicomte de Pommerit et de Madeleine de Villiers du Hommet dont
- Catherine de Montauban épouse de René de Volvire baron de Ruffec.